# Etelfrido da Nortúmbria
Etelfrido (ou ainda Aethelfrith, Æthelfrith, Ethelfrith, em inglês antigo: Æþelfriþ) (morto ca. 616) foi rei da Bernícia, de aproximadamente 593 até cerca de 616; foi também, a partir de 604, o primeiro rei da Bernícia a também governar a Deira, ao sul da Bernícia. Uma vez que Deira e Bernícia foram os dois componentes básicos do que viria a ser definido como Nortúmbria, Etelfrido pode ser considerado, em termos históricos, o primeiro rei da Nortúmbria. Foi especialmente notável por seu sucesso na luta contra os bretões, e sua vitória sobre os escotos de Dál Riata. Embora tivesse sido derrotado e morto em batalha e substituído por um rival dinástico, sua linhagem foi finalmente restaurada no poder na década de 630.

## Antecedentes
Etelfrido, filho de Etelrico e neto de Ida, aparentemente sucedeu Hussa como rei da Bernícia por volta do ano 592 ou 593; A chegada ao trono de Etelfrido, pode ter envolvido rivalidade dinástica e o exílio dos familiares de Hussa. As genealogias ligadas a alguns manuscritos da Historia Brittonum dizem que Etelfrido governou a Bernícia por doze anos, e por mais doze anos, a Deira, que pode ser entendido, que governou inicialmente a Bernícia, de cerca de 592 a 604, ano este que também chegou ao trono da Deira. Seus antecessores são obscuros; Etelfrido é o primeiro governante da Bernícia sobre o qual todos os detalhes importantes são conhecidos. O historiador do século XX, Frank Stenton, escreveu que "a história contínua da Nortúmbria, e também da Inglaterra, começa com o reinado de Etelfrido" e que "ele foi o verdadeiro fundador do reino histórico da Nortúmbria, e foi lembrado como o primeiro grande líder que surgiu entre os anglos do norte."

## Conquistas

Os principais reinos anglo-saxões no século VII

Beda fala de grandes vitórias de Etelfrido sobre os bretões, ao mesmo tempo em que chama a atenção para o seu paganismo (a conversão da Nortúmbria só teve início dez anos após sua morte): ele "devastou os bretões mais do que todos os grandes homens dos ingleses, de modo que poderia ser comparado a Saul, rei dos israelitas, excetuando-se apenas o fato de que Etelfrido ignorava a verdadeira religião. Conquistou os territórios dos bretões, tornando-os pagadores de tributos, ou promovendo a morte de todos os seus habitantes, e colocando ingleses em seus lugares, do que qualquer outro rei ou tribuno." Pode ter sido Etelfrido quem destruiu o exército bretão na batalha de Catraeth (Catterick, ca. 600), a batalha é descrita no início do poema Y Gododdin. Os bretões chamavam-no de Flesaur, ou "o Tornado". Foi sob o reinado de Etelfrido, que os limites da Bernícia expandiram-se significativamente do litoral em direção ao interior e penetrou ainda mais em território bretão.
Áedán mac Gabráin, o rei irlandês de Dál Riata (a noroeste da Bernícia), alarmou-se com as conquistas de Etelfrido, e em 603 comandou "um exército imenso e poderoso" contra Etelfrido. Embora Etelfrido tivesse uma força inferior, segundo Beda, obteve uma vitória esmagadora em um lugar chamado Degsastan. A maior parte do exército de Áedán foi morta, e Áedán fugiu. Beda diz que a vitória de Etelfrido foi tão grande que os reis irlandeses na Grã-Bretanha, não fariam mais guerra novamente contra os ingleses, até os tempos de Beda. A batalha contudo, parece ter sido onerosa para Etelfrido; Beda diz que o irmão de Etelfrido, Teodbaldo, foi morto, juntamente com quase todos os homens das forças que comandava". O surgimento de Hering, filho de Hussa, o antecessor de Etelfrido, do lado dos invasores parece indicar a rivalidade dinástica entre os nobres da Bernícia. Etelfrido pode ter chegado a um acordo com os irlandeses de Dál Riata depois disso, julgando o fato que, as posteriores campanhas militares conhecidas de Etelfrido ocorreram em outras partes da Grã-Bretanha; e que seus filhos, posteriormente, refugiaram-se entre os irlandeses de Dál Riata, após a morte de Etelfrido em batalha.
Etelfrido obteve o controle da Deira por volta de 604; as circunstâncias que o levaram a isto são desconhecidas. Que ganhou Deira através de conquista é sugerido pelo exílio de Eduíno, filho do ex-rei Ella e Hererico, sobrinho de Eduíno, que eram membros notáveis da linhagem real da Deira; o curto reinado de cinco anos de Etelrico da Deira, que governou logo após a aquisição da Deira por Etelfrido, também pode indicar a conquista. Por outro lado, D. P. Kirby sugeriu que o governo dos dois reinos por Etelfrido pode ter representado "uma formalização de uma relação já existente" de cooperação entre os dois. Kirby também apontou que Eduíno não necessariamente foi para o exílio imediatamente, e considerou ser provável que a hostilidade de Etelfrido para com ele "manifestou-se apenas aos poucos". Eduíno, aparentemente em busca de segurança, parece ter viajado entre muitos reinos diferentes durante o seu período de exílio. Pode ter passado o tempo durante o seu exílio no reino bretão de Venedócia, e parece claro que passou algum tempo na Mércia, porque casou com uma filha do rei Cearl. Por último, refugiou-se na Ânglia Oriental, onde sua presença precipitou os acontecimentos que causaram a queda de Etelfrido.
Foi também em torno de 604, que nasceu o filho de Etelfrido, Osvaldo. A mãe de Osvaldo foi Acha de Deira, filha de Ella e, portanto, irmã de Eduíno. Embora Beda não diga explicitamente que Etelfrido casou com Acha, supõem-se que assim o fez; que pode ter-se casado com ela antes de tomar o poder em Deira, caso em que o casamento pode tê-lo facilitado, ou pode ter se casado mais tarde, a fim de consolidar sua posição no território recém dominado.
A Historia Brittonum diz que Etelfrido deu a cidade de Din Guaire para sua esposa Bebba, em homenagem a qual ela foi renomeada para Bamburgo (Bamburgh); Beda também diz que Bamburgo recebeu esse nome em homenagem a  uma ex-rainha chamada Bebba, embora não mencione Etelfrido. Foi sugerido que ela "foi provavelmente a primeira e a mais importante esposa de Etelfrido".
Mais tarde, em seu reinado, provavelmente entre 613 e 616, Etelfrido atacou o Reino de Powys e derrotou o seu exército em uma batalha em Chester, no qual o rei de Powys, Selyf ap Cynan foi morto, junto com outro rei chamado Cetula, que era provavelmente Cadwal Crysban de Rhos. Massacrou também os monges de Bangor-on-Dee, que se instalaram no local para ajudar os britânicos com suas preces. Beda diz que ele decidiu atacá-los, porque, embora não estivessem armados, opunham-se a ele através de suas orações. O número de monges mortos foi dito aproximar-se de 1200, com apenas cinquenta fugas. Foi sugerido que Etelfrido pode ter feito isso por razões táticas, para pegar os bretões de surpresa e forçá-los a mudar seus planos para proteger os monges. Depois de primeiro matar os monges, Etelfrido prevaleceu sobre o exército inimigo, porém Beda registra que as próprias forças de Etelfrido sofreram perdas consideráveis. A vitória de Etelfrido em Chester tem sido vista como sendo de grande importância estratégica, pois pode ter provocado a separação dos bretões, entre aqueles situados no País de Gales, e os que habitavam mais ao norte; contudo, Stenton observou que Beda estava especialmente preocupado com o massacre dos monges e não indica que considerava a batalha como um "ponto de inflexão" histórico. Koch diz, que a antiga visão de que a batalha resultou na criação de duas áreas bretãs separadas, é hoje em dia "geralmente entendida" como ultrapassada, uma vez que Etelfrido morreu logo em seguida, e não há "quase nenhuma evidência arqueológica de colonização anglo-saxã, dentro do período pagão de Cheshire ou Lancashire" e, em qualquer caso, o mar teria sido o principal meio de comunicação.

## Rivais
O exilado Hererico da Deira foi envenenado na corte de Cerético, rei de Elmet; Etelfrido pode ter sido responsável por esta morte. Eduíno acabou chegando à Ânglia Oriental, sob a proteção de seu rei, Redwald. Etelfrido enviou mensageiros para subornar Redwald com "uma grande soma de dinheiro" para assassinar Eduíno; Beda relata que sua primeira mensagem não teve efeito, porém, Etelfrido enviou mais mensageiros e ameaçou entrar em guerra caso Redwald não aceitasse (subornos e ameaças deste tipo podem ter sido anteriormente utilizadas para realizar o assassinato de Hererico). Redwald finalmente concordou matar Eduíno ou entregá-lo aos mensageiros de Etelfrido, contudo, segundo relatos, foi dissuadido por sua esposa, que disse que tal coisa era indigna de sua honra.
Em vez disso, Redwald formou um exército e marchou contra Etelfrido, e por volta de 616, Etelfrido foi derrotado e morto na margem leste do rio Idle por um exército sob o comando de Redwald; Beda diz que Etelfrido tinha um exército inferior, porque Redwald não lhe deu tempo para reunir todas as suas forças. Embora apresentada por Beda como sendo travada apenas por motivos relacionados a Eduíno, esta guerra pode ter na verdade envolvido questões de poder e de territórios entre os dois governantes. Após a morte de Etelfrido, Eduíno tornou-se rei não só da Deira, mas também da Bernícia; os filhos de Etelfrido: Eanfrith, Osvaldo e Osviu, fugiram para o norte. A morte de Etelfrido em batalha tem sido vista como a causa de "uma revolução quase total na política do que é atualmente o norte da Inglaterra. Em 633, Eduíno foi morto na batalha de Hatfield Chase, Eanfrith temporariamente recuperou o poder na Bernícia e, posteriormente, Osvaldo restaurou o poder da linhagem berniciana de Etelfrido, na Bernícia e na Deira. Após este ponto, os descendentes de Etelfrido continuaram a governar até a primeira parte do século VIII.